# Hydractinia epiconcha
Hydractinia epiconcha är en nässeldjursart som beskrevs av Eberhard Stechow 1907. Hydractinia epiconcha ingår i släktet Hydractinia och familjen Hydractiniidae. Inga underarter finns listade i Catalogue of Life.

## Bildgalleri

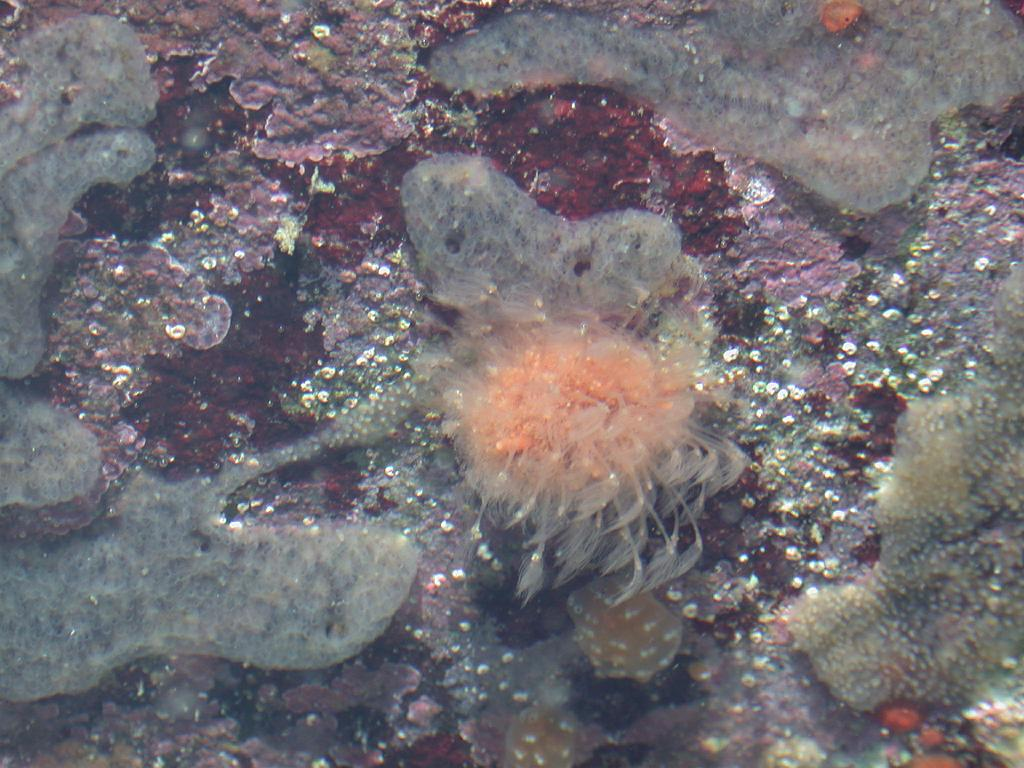